# Demineraliseret vand
Demineraliseret vand eller totalt afsaltet vand er almindeligt postevand, hvor alle mineraler er blevet fjernet, så man står tilbage med rent vand.
Man laver ofte demineraliseret vand ved at bruge ion-byttere så som zeolitter, som findes i naturen. I demineraliseret vand, er alle mineralerne fjernet, hvor at postevand stadig har alle de mineraler, det har optaget på vej ned gennem jord. Man kan også vælge at bruge demineraliseret vand til kaffemaskinen, så undgår man, at den skal afkalkes.
Demineraliseret vand kaldes blandt andet også totalt afsaltet vand og deioniseret vand. Postevand kan blandt andet også kaldes drikkevand, hanevand og vandværksvand.